# Diecezja Jowai
Diecezja Jowai (łac. Diœcesis Iovaiensis) – diecezja rzymskokatolicka w Indiach. Została utworzona w 2006 z terenu archidiecezji Shillong.

## Ordynariusze
- Vincent Kympat (2006–2011)
- Victor Lyngdoh (2016–2020)
- Ferdinand Dhkar (od 2023)